# Absolutamente Ao Vivo

Ver: Todos os Álbuns ao vivo

Absolutamente Ao Vivo é o terceiro álbum ao vivo da banda portuguesa de rock UHF. Editado em 23 de março de 2009 pela AM.RA Discos.

Trata-se do registo do concerto gravado no Coliseu dos Recreios, em Lisboa, no dia 23 de setembro de 2006, no decorrer da digressão do álbum Há Rock no Cais. São 24 canções, e dois poemas citados, sem recurso às potencialidades dos estúdios digitais para regravar autenticamente em estúdio o que falhou no concerto, daí a atribuição do título "Absolutamente Ao Vivo", como referiu o vocalista António Manuel Ribeiro:
| “ | Foi o título escolhido por que, quer o CD quer o DVD, não têm maquilhagem sonora de estúdio. Não houve rectificação, retoque ou regravação de qualquer tema tocado no Coliseu. Por isso mesmo é que acabamos por retirar quatro canções que não estavam bem. O resto está tudo lá e isto inclui as virtudes dos músicos e até alguns defeitos. | ” |

Este trabalho celebrou os trinta anos do primeiro contrato discográfico dos UHF, sob o qual editaram o primeiro disco em 1979, e protagonizaram o primeiro impulso para a criação do movimento de renovação musical, que viria a designar-se de “rock português” no ano seguinte, em 1980, de que os UHF são fundadores. Absolutamente Ao Vivo foi lançado simultâneamente em duplo disco compacto e álbum de vídeo, sendo o primeiro DVD da carreira da banda, que na primeira tiragem incluiu o single extra com o inédito "O Tempo é Meu Amigo". Esta canção faz parte da banda sonora da telenovela "Deixa Que Te Leve", exibida nesse ano de 2009. De fora do alinhamento ficaram os temas "No Fio dos Anos (sempre a correr)", "Acende um Isqueiro", "Há Rock no Cais" e "Geraldine" – por apresentarem falhas técnicas – enquanto que o tema "Devo Eu", de 1983, foi proibido de ser editado por ação judicial recorrente contra os UHF, da editora Movieplay, que detém o catálogo da extinta Rádio Triunfo, como esclarece o líder da banda:
| “ | Voltámos a entrar num filme velho que permanece e fenece na indústria musical deste país. Já nos acontecera por altura da coletânea Cheio (1995); quatro anos depois com Eternamente (1999); em 2007 quando terminava o alinhamento das Canções Prometidas–Raridades Vol.2; e, por fim, num refazer de película gaga e riscada, falha-nos um tema neste Absolutamente ao Vivo. Ou seja, ao longo destes anos, temos sempre sido impedidos de mostrar o que gravámos entre os finais de 1982 e meados de 1985, canções curiosas para os autores, os artistas e os fãs, que a poeira da inércia se vai encarregando de soterrar. "Devo Eu", em novo registo ao vivo, não pode fazer parte deste alinhamento por motivos alheios à nossa vontade. Parafraseando Che Guevara: 'a história os julgará. Ou nem isso será necessário'. | ” |

O álbum atingiu a 14ª posição na tabela de vendas em 2009.

## Lista de faixas
O duplo disco compacto é composto por 24 faixas em versão padrão, e por dois poemas citados. António Manuel Ribeiro partilha a composição com Miguel Fernandes nos temas "Juro Que Tentei" e "Matas-me Com o Teu Olhar", e com Renato Gomes nos temas "Rapaz Caleidoscópio" e "Cavalos de Corrida". As restantes faixas são da autoria de António Manuel Ribeiro. 
| CD1 |                               |                                       |         |  |
| N.º | Título                        | Compositor(es)                        | Duração |  |
| 1.  | "No Palco" (poema)            |                                       | 1:28    |  |
| 2.  | "Quando (dentro de ti)"       | António M. Ribeiro                    | 2:55    |  |
| 3.  | "Noites Lisboetas"            | António M. Ribeiro                    | 3:51    |  |
| 4.  | "Os Putos Vieram Divertir-se" | António M. Ribeiro                    | 3:32    |  |
| 5.  | "Brincar no Fogo"             | António M. Ribeiro                    | 3:05    |  |
| 6.  | "Juro Que Tentei"             | António M. Ribeiro / Miguel Fernandes | 6:39    |  |
| 7.  | "Foge Comigo Maria"           | António M. Ribeiro                    | 3:45    |  |
| 8.  | "Matas-me Com o Teu Olhar"    | António M. Ribeiro / Miguel Fernandes | 4:55    |  |
| 9.  | "Sarajevo (versão 92)"        | António M. Ribeiro                    | 4:56    |  |
| 10. | "A Lágrima Caiu"              | António M. Ribeiro                    | 4:21    |  |
| 11. | "Uma Palavra Tua"             | António M. Ribeiro                    | 3:13    |  |
| 12. | "Toca-me"                     | António M. Ribeiro                    | 3:43    |  |
| 13. | "Nove Anos"                   | António M. Ribeiro                    | 3:44    |  |

| CD2            |                                          |                                       |         |  |
| N.º            | Título                                   | Compositor(es)                        | Duração |  |
| 1.             | "A Morte" (poema)                        |                                       | 0:41    |  |
| 2.             | "Sonhos na Estrada de Sintra"            | António M. Ribeiro                    | 10:50   |  |
| 3.             | "Rapaz Caleidoscópio"                    | António M. Ribeiro / Renato Gomes     | 6:07    |  |
| 4.             | "Um Copo Contigo"                        | António M. Ribeiro                    | 3:03    |  |
| 5.             | "Modelo Fotográfico"                     | António M. Ribeiro                    | 3:30    |  |
| 6.             | "Rua do Carmo"                           | António M. Ribeiro                    | 4:05    |  |
| 7.             | "Menina Estás à Janela"                  | Popular                               | 4:29    |  |
| 8.             | "Matas-me Com o Teu Olhar" (acústico)    | António M. Ribeiro / Miguel Fernandes | 3:09    |  |
| 9.             | "Estou-me nas Tintas (primeiro os meus)" | António M. Ribeiro                    | 2:51    |  |
| 10.            | "Cavalos de Corrida"                     | António M. Ribeiro / Renato Gomes     | 4:20    |  |
| 11.            | "Na Tua Cama"                            | António M. Ribeiro                    | 4:35    |  |
| 12.            | "Fogo (tanto me atrais)"                 | António M. Ribeiro                    | 4:06    |  |
| 13.            | "Hesitar"                                | António M. Ribeiro                    | 5:39    |  |
| Duração total: | Duração total:                           | Duração total:                        | 102:12  |  |

| DVD |                                          |                                       |         |  |
| N.º | Título                                   | Compositor(es)                        | Duração |  |
| 1.  | "No Palco" (poema)                       | António M. Ribeiro                    |         |  |
| 2.  | "Quando (dentro de ti)"                  | António M. Ribeiro                    |         |  |
| 3.  | "Noites Lisboetas"                       | António M. Ribeiro                    |         |  |
| 4.  | "Os Putos Vieram Divertir-se"            | António M. Ribeiro                    |         |  |
| 5.  | "Brincar no Fogo"                        | António M. Ribeiro                    |         |  |
| 6.  | "Juro Que Tentei"                        | António M. Ribeiro / Miguel Fernandes |         |  |
| 7.  | "Foge Comigo Maria"                      | António M. Ribeiro                    |         |  |
| 8.  | "Matas-me Com o Teu Olhar"               | António M. Ribeiro / Miguel Fernandes |         |  |
| 9.  | "Sarajevo (versão 92)"                   | António M. Ribeiro                    |         |  |
| 10. | "A Lágrima Caiu"                         | António M. Ribeiro                    |         |  |
| 11. | "Uma Palavra Tua"                        | António M. Ribeiro                    |         |  |
| 12. | "Toca-me"                                | António M. Ribeiro                    |         |  |
| 13. | "Nove Anos"                              | António M. Ribeiro                    |         |  |
| 14. | "A Morte" (poema)                        |                                       |         |  |
| 15. | "Sonhos na Estrada de Sintra"            | António M. Ribeiro                    |         |  |
| 16. | "Rapaz Caleidoscópio"                    | António M. Ribeiro / Renato Gomes     |         |  |
| 17. | "Um Copo Contigo"                        | António M. Ribeiro                    |         |  |
| 18. | "Modelo Fotográfico"                     | António M. Ribeiro                    |         |  |
| 19. | "Rua do Carmo"                           | António M. Ribeiro                    |         |  |
| 20. | "Menina Estás à Janela"                  | Popular                               |         |  |
| 21. | "Matas-me Com o Teu Olhar" (acústico)    | António M. Ribeiro / Miguel Fernandes |         |  |
| 22. | "Estou-me nas Tintas (primeiro os meus)" | António M. Ribeiro                    |         |  |
| 23. | "Cavalos de Corrida"                     | António M. Ribeiro / Renato Gomes     |         |  |
| 24. | "Na Tua Cama"                            | António M. Ribeiro                    |         |  |
| 25. | "Fogo (tanto me atrais)"                 | António M. Ribeiro                    |         |  |
| 26. | "Hesitar"                                | António M. Ribeiro                    |         |  |

## Membros da banda
- António Manuel Ribeiro (vocal e guitarra acústica) [10]
- António Côrte-Real (guitarra) [10]
- Fernando Rodrigues (baixo e vocal de apoio) [10]
- Ivan Cristiano (bateria e vocal de apoio) [10]